# Отомэ-игра
Отомэ-игра (яп. 乙女ゲーム отомэ гэ:му, от 乙女 [отомэ] «девушка») — предназначенные для женской аудитории компьютерные игры, основная цель которых, помимо прохождения сюжета, — развитие романтических отношений героини с одним из нескольких мужских персонажей. В некоторых играх (например, Fatal Hearts и Heileen) также имеются элементы юри с возможностью развития лесбийских отношений. Тем не менее, персонажем-протагонистом всегда является девушка.
Отомэ-игры наиболее популярны в Японии. Отомэ-игры разрабатываются как неофициальными группами, так и крупными студиями, включая Broccoli, D3 Publisher, HuneX, Idea Factory (Otomate), Koei, Konami, Quin Rose, Takuyo.

## История
Первой отомэ-игрой считается Angelique, выпущенная в 1994 году японской компанией Koei и предназначенная для платформы Super Famicom. Она была создана женской командой разработчиков. Первоначально предназначенный для девочек младшего возраста, проект неожиданно завоевал большую популярность у более взрослых девушек и женщин. Angelique установила стандарт для отомэ-игр: простое управление, романтический сценарий и др.
В 2002 году Konami выпустила успешную Tokimeki Memorial Girl's Side, привлёкшую внимание к отомэ-играм. В 2006 году рейтинг журнала Famitsu двадцати наиболее продаваемых романтических симуляторов уже включал семь таких игр.
Ранние игры во многом опирались на стилистические и сюжетные каноны сёдзё-манги, в частности, на «чистую, холодную в сексуальном отношении, безмятежную романтику и дружелюбный, стабильный мир». В дальнейшем появились новые элементы игрового процесса, сражения и другие заимствования из приключенческих игр — сюжеты, в ходе которых «героиня могла одновременно спасать мир и завоевывать парня».